# Projekt Toška
Projekt Toška ali projekt Nove doline je sistem kanalov v gradnji, po katerem se bo pretakala voda iz umetnega Naserjevega jezera, ki je nastalo za Asuanskim jezom v Zahodno puščavo Egipta (del Sahare), kjer se bo uporabljala za namakanje kmetijskih površin. Egipčanska vlada je projekt začela izvajati leta 1997, da bi povečala kmetijske površine, ustvarila nova delovna mesta in prebivališča za hitro rastočo populacijo.
Kanal se začne 8 kilometrov severno od zaliva Toška (Khor) na Naserjevem jezeru. Končna dolžina kanala bo 310 km, trenutno mu manjka še 60 km do oaze Baris (april 2012). Črpalna postaja Mubarak, ki črpa vodo iz Naserjevega jezera, je glavni del projekta in so jo odprli leta 2005. Končni cilj je spremeniti 2340 km² puščave v kmetijske površine do leta 2020. Območje, poimenovano Nova dolina, naj bi imelo 3 milijone prebivalcev in bo povečalo kmetijske površine Egipta za 10%, vendar za zdaj ne kaže, da bodo zastavljeni cilji doseženi.
Glavni tehnični problem je velika slanost zahodne puščave Egipta. V regiji so vodonosniki, v katerih se zadržuje pitna podtalnica. Ob pretiranem namakanju se sol v zgornjih plasteh raztopi in ponikne do podtalnice. Dodatna težava je glinena prst na površini, ki otežuje premikanje namakalnih naprav.